# Urie Bronfenbrenner
Urie Bronfenbrenner (né le 29 avril 1917 à Moscou et mort le 25 septembre 2005) est un psychologue et un chercheur américain d'origine russe, arrivé aux États-Unis avec sa famille à l'âge de 6 ans. Il est connu pour sa théorie du modèle écologique de développement humain, qu'il initie dans les années 1970 (voir aussi Psychologie du développement). 

## Publications
- 1972 : Two Worlds of Childhood : U.S. and U.S.S.R.. Simon & Schuster.  (ISBN 0-671-21238-9)
- 1973 : Influencing Human Development. Hinsdale, Ill., Dryden Press.  (ISBN 0-03-089176-0)
- 1975 : Influences on Human Development. Hinsdale, Ill., Dryden Press.  (ISBN 0-03-089413-1)
- 1979 : The Ecology of Human Development: Experiments by Nature and Design. Cambridge, MA: Harvard University Press.  (ISBN 0-674-22457-4)
- 1981 : On Making Human Beings Human. Sage Publications Inc.  (ISBN 0-7619-2711-5)
- 1996 : The State of Americans: This Generation and the Next. New York: Free Press.  (ISBN 0-684-82336-5). Lony Tunes